# Olexandr Turtchynov
Olexandr Valentynovytch Turtchynov (em ucraniano:  Олександр Валентинович Турчинов; Dnipropetrovsk, 31 de março de 1964), é um político ucraniano e também foi o  Presidente em exercício da Ucrânia. Assumiu em 22 de fevereiro de 2014, dia em que o então presidente, Viktor Ianukovytch, fora afastado do cargo pelo Parlamento. E renunciou em 25 de maio deste ano que foi o dia de eleições presidenciais na Ucrânia.

### Ministério
Ele é um ancião batista e pregador ocasional no Centro Palavra da Vida em Kiev, membro da União Batista Evangélica da Ucrânia.